# Bad Hair
Bad Hair ist eine US-amerikanische satirische Horrorkomödie von 2020. Geschrieben, inszeniert und produziert wurde er von Justin Simien. Elle Lorraine, Jay Pharoah, Lena Waithe, Kelly Rowland, Laverne Cox, Chanté Adams und James Van Der Beek spielen die Hauptrollen.

## Handlung
Die Handlung findet in Los Angeles, USA statt. Annas ältere Schwester glättet der jungen Anna die Haare chemisch, doch das Glättmittel ist stark brennend, verätzt ihr die Kopfhaut und ihr fallen die Haare aus. Danach wird dem Zuschauer deutlich gemacht, dass die Haare vieler Menschen, die das Mittel benutzt haben, eingesammelt und in einem LKW in Kisten verstaut werden.
Nach einem Zeitsprung ins Jahr 1989 sieht man die schon erwachsene Anna. Sie arbeitet als Assistentin bei dem Fernsehsender Culture, der schwarze Musiker präsentiert. Sie möchte in der TV-Branche aufsteigen und ist frustriert, als ihre Mentorin Edna, die Programmchefin, vom Eigentümer des Senders, Grant Madison, verdrängt und durch Zora ersetzt wird. Anna schlägt Zora vor, eine Live-Musikvideo-Countdown-Show zu veranstalten, um die Reichweite des Senders zu vergrößern.
Davon beeindruckt, stellt Zora sie als Assistentin ein, verlangt aber, dass Anna ihre natürliche Afro-Frisur gegen eine glatte Flechtfrisur aus Haar-Extensions austauscht, um zum neuen Image des Senders zu passen. Das Frisieren ist für Anna schmerzhaft, aber die Friseurin Virgie gibt ihr ein Haarprodukt mit und warnt sie, dass das Geflecht niemals nass werden darf. Die neue Frisur findet in Annas beruflichem Umfeld Beachtung und verhilft ihr zum Erfolg. Anna wünscht sich, Moderatorin der großen Countdown-Show zu werden. Sie beginnt jedoch, seltsame Phänomene zu bemerken, wie z. B., dass die Haare sich von selbst bewegen. Außerdem hat Anna starke Hungergefühle und träumt vom Haareschneiden auf einer Plantage. Als ihr betrunkener Vermieter Tannen versucht, sie zu vergewaltigen, verletzt Anna ihn mit einem Teppichmesser. Das lebendig gewordene Haar strömt in die Wunde und saugt dem Vermieter Tannen das Blut aus, sodass er stirbt. Auf einer Party fragt Zora, ob Anna das Haarprodukt immer noch benutzt, was Anna zu dem Verdacht führt, dass Zora von ähnlichen Phänomenen betroffen ist. Sie wird von Edna konfrontiert, die enttäuscht darüber ist, dass Anna das typisch afroamerikanische Image vom Fernsehsender aufgegeben hat und ihre Flechtfrisur als Zeichen für Annas Mangel an Integrität kritisiert. Als Anna später Sex mit Julius hat, ergreift das Haar Besitz von ihr und sie ersticht ihn wütend.
Annas Haar saugt Julius’ Blut aus. Verängstigt flieht Anna in einen Naturhaarsalon, um die Einflechtung entfernen zu lassen, und trifft dort auf Edna. Sie entschuldigt sich dafür, Anna enttäuscht zu haben, doch als die Friseurin versucht, ihr das Geflecht herauszuschneiden, tötet das Haar jeden im Salon. Anna erinnert sich an eine afroamerikanische Sklavengeschichte namens The Moss Haired Girl aus einem Buch, das ihr Onkel ihr geschenkt hat. Die Geschichte handelt von einer Sklavin, die sich eine Perücke aus Moos bastelt, um das glatte Haar ihrer Herren nachzubilden, stellt aber fest, dass das Moos in Wirklichkeit das Haar von toten Hexen ist, die von der Frau Besitz ergriffen haben. Zora versucht, sich von Annas Haar zu befreien, und wird von ihrem eigenen Haar erhängt. Sie taucht aber später erneut auf, als wäre nichts geschehen. Da Annas Haar Zora und die anderen vollständig kontrolliert, greift es Anna an. In einer Tonkabine zündet sie sich eine Zigarette an, um sich auf ihren Tod vorzubereiten. Allerdings entdeckt sie einen Sprinkler und löst ihn aus, wodurch das herausspritzende Wasser sie und die anderen benässt, ihr Haar schwächt und ihr erlaubt, es abzuschneiden.
Als sie wieder in das Haus ihres Onkels und ihrer Tante einzieht, erfährt Anna, dass das gefährliche Haarprodukt mit Schweineblut hergestellt wird, das helfen soll, das Haar zu nähren. Sie sieht neue Werbeanzeigen des TV-Senders Culture, in denen man Zora sieht, die überlebt hat und nun vollständig von den Hexenhaaren besessen ist. Sie liest die Sklavengeschichte des Mädchens mit den Haaren aus Moos zu Ende, die damit endet, dass die Nachkommen des Plantagenbesitzers weiterhin das Haar anbauen, da sie von dessen kontrollierenden Fähigkeiten wissen.
In der Schlussszene fährt ein Lastwagen zu einer Plantage, wo er mit Kisten voller Haare beladen wird und die Leichen der Opfer der Haare ausgeladen werden. Der Plantagenbesitzer ist Grant Madison, der Eigentümer des Senders. Der Baum mit den Flechthaaren wächst in der Nähe der Plantage. Annas Cousine Linda verkündet, dass sie es geschafft hat, einen Termin bei der Friseurin Virgie zu bekommen, um sich Haare einflechten zu lassen.

## Entstehung und Veröffentlichung
Im August 2017 wurde bekannt gegeben, dass Justin Simien Regie führen, das Drehbuch schreiben und den Film produzieren wird, wobei Oren Moverman unter seinem Banner Sight Unseen als ausführender Produzent fungiert. James Van Der Beeks Rollenname Grant Madison spielt auf Madison Grant an, einen bedeutenden Rassentheoretiker (1865–1937). Der Film hatte am 23. Januar 2020 seine Weltpremiere auf dem Sundance Film Festival. Kurz darauf erwarb Hulu die Vertriebsrechte an dem Film. Er wurde am 16. Oktober 2020 in einer limitierten Version von Neon veröffentlicht, gefolgt von Streaming am 23. Oktober 2020.

## Kritiken
Bad Hair erhielt ein eher gutes Presseecho, was sich auch in den Auswertungen US-amerikanischer Aggregatoren widerspiegelt. So erfasst Rotten Tomatoes mehrheitlich wohlwollende Besprechungen und ordnet den Film dementsprechend als „Frisch“ ein. Laut Metacritic fallen die Bewertungen im Mittel „Durchwachsen oder Durchschnittlich“ aus.